# Са-де-Менезеш, Франсишку
Франси́шку де Са-де-Мене́зеш (порт. Francisco de Sá de Menezes, 1600, Порту — 21 мая 1664, Бенфика) — португальский поэт, монах-доминиканец, автор поэмы «Malaca Conquistada» («Завоевание Малакки»), которой некоторые историки литературы отводят первое место после Лузиад Камоэнса.

## Биография

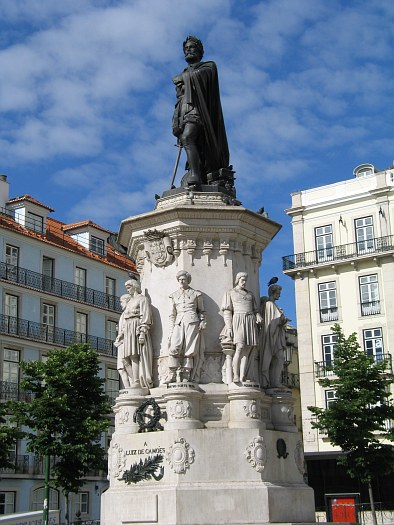
Скульптура Са-де-Менезеша у пьедестала памятника Камоэнсу в Лиссабоне, 1867

Франсишку де Са-де-Менезеш родился в 1600-х годах в городе Порту. В документах ордена братьев проповедников в монастыре Санто-Доминго-де-Бенфика указывается, что его отец Жуан Родригеш де Са, а мать Мария да Силва.
Женился на Д. Антония де Андраде, овдовел, вероятно в 1642 году, в связи с чем и отправился в монастырь доминиканцев. Здесь он принял имя Фрей Франсиско де Хесус.
Франсишку де Са-де-Менезеш умер, согласно примечаниям исповедальни, 21 мая 1664 года в Бенфике в монастыре святого Доминика.

### Работа
Будучи португальским поэтом сочинил поэму «Malaca Conquistada» (издавалось трижды в 1634, 1658 и 1779), также сочинял сонеты и сатиры. Среди известных произведений так же указывается «D. Maria Teles».

## Память
В июне 1867 года в Лиссабоне был открыт памятник к 300-летию Луиша де Камоэнса, выполненный скульптором Виктором Бастосом. Памятник представляет собой четырёхметровую фигуру поэта из бронзы, стоящую на восьмиугольном пьедестале в окружении восьми статуй высотой в 2,4 метра. Эти статуи представляют собой изваяния выдающихся деятелей науки, культуры и литературы Португалии XV и XVI веков, среди которых: историк и летописец Фернан Лопеш, космограф Педру Нунеш, летописец 
Гомеш Эанеш де Азурара, историки Жуан де Барруш и Фернан Лопеш де Каштаньеда и поэты Вашку Моузинью де Кебеду, Жерониму Корте Реал и Франсишку де Са де Менезеш.